# 埃玛·鲁宾逊
埃玛·鲁宾逊（英語：Emma Robinson，1971年11月26日—），加拿大女子赛艇运动员。她曾代表加拿大参加1996年和2000年夏季奥林匹克运动会赛艇比赛，获得一枚银牌和一枚铜牌。